# إيرينيئوس
القديس إيرينيئوس (/[invalid input: 'icon']aɪrəˈniːəs/؛ باللغة اليونانية: Εἰρηναῖος)، (القرن الثاني الميلادي - نحو عام 202 م) هو أسقف مدينة لوغدونوم في بلاد الغال، ثم أصبح علمًا وجزءًا من الإمبراطورية الرومانية (الآن هي مدينة ليون، بـ فرنسا). وكان القديس إيرينيئوس أحد أشهر آباء الكنسية الأوائل ومن أهم المدافعين عن العقيدة المسيحية، وكانت كتاباته تقويمية خلال فترة بداية انتشار ونمو علم اللاهوت المسيحي. كما كان مستمعًا للأسقف بوليكاربوس، والذي كان بدوره حواريًا وتابعًا للقديس يوحنا الإنجيلي.
كتب العديد من الكتب أهمها كتابه الشهير Adversus Haereses أو ضد الهرطقات (حوالي عام 180 م)، حيث قدم فيه تفنيدًا وهجومًا مفصل لفضح الغنوصية، التي كانت تُعد آنذاك خطرًا حقيقيًا يهدد الكنيسة، خاصة الفكر الغنوصي المُنتمي لمدرسة فالانتينوس الغنوصي، والذي يعد أحد أشهر وأنجح اللاهوتيين الغنوصيين المسيحيين المبكرين. وباعتباره واحدًا من أهم علماء اللاهوت، تحدث القديس إيرينيئوس كثيرًا عن عناصر ومقومات الكنيسة الأساسية، خاصًة هيئة الأساقفة والكتاب المقدس والتقليد الكنسي. وخلال دفاعه عن المسيحية ضد البدع الغنوصية التي تزعم امتلاكها تعاليم شفهية تعود للمسيح نفسه، أكد أيضًا أن جميع القساوسة في مختلف المدن هم رسل - ولا أحد منهم كان غنوصيًا - وأضاف قائلًا إن الكنائس المؤسَّسة من قِبَل الرسل هي وحدها القادرة على تقديم تفسير قويم وصحيح لآيات الكتاب المقدس. كما تُعد كتاباته مع القديس كليمنت والقديس إغناطيوس واحدة من العلامات الأولى الدالة على انتشار وسيادة تعاليم مذهب الأبرشية الرومانية. كما يُعد أول شاهد أدرك وحاول برهنة تطبع الأناجيل الأربعة بالطابع المسيحي الكنسي.
اعترفت كُل من الكنيسة الكاثوليكية الرومانية والكنيسة الأرثوذكسية الشرقية رسميًا بقدسيته ومنحته لقب قديس. وفي عام 1920، تم اعتبار يوم 28 يونيو  من كل عام عيدًا رسميًا احتفالًا وتكريمًا لذكراه وفقًا لتقويم القديسين الكاثوليكي الروماني، ثم في عام 1960، نقل عيده إلى 3 يوليو من أجل الاحتفال بعشية عيد القديسين بطرس وبولس. وفي عام 1969، عادت الكنسية للاحتفال به مرة ثانية في الثامن والعشرين من يونيو؛ حيث يوافق هذا اليوم تاريخ وفاته. وتحتفل الكنيسة اللوثرية،  بذكرى القديس إيرينيئوس  في الثامن والعشرين أيضًا من شهر يونيو، حيث تُعد حياته مثالًا للحياة المسيحية النموذجية المثالية. وتحتفل الكنيسة الأرثوذكسية بعيده في الثالث والعشرين من أغسطس.

## كتابات أخرى
- Coxe، Arthur Cleveland، المحرر (1885). The Ante-Nicene Fathers. Buffalo, NY: The Christian Literature Company. {{استشهاد بكتاب}}: روابط خارجية في |عنوان= (مساعدة)
- Eusebius (1932). The Ecclesiastical History. Kirsopp Lake and John E.L. Oulton, trans. New York: Putnam.
- Hägglund، Bengt (1968). History of Theology. Gene J.Lund, trans. St. Louis: Concordia Publishing.
- Minns، Denis (1994). Irenaeus. Washington, D.C.: Georgetown University Press. ISBN:0-87840-553-4.
- Payton Jr., James R. Irenaeus on the Christian Faith: A Condensation of 'Against Heresies' (Cambridge, James Clarke and Co Ltd, 2012).
- Quasten، J. (1960). Patrology: The Beginnings of Patristic Literature. Westminster, MD: Newman Press.
- Schaff، Philip (1980). History of the Christian Church: Ante-Nicene Christianity, A.D. 100-325. Grand Rapids, Mich: Eerdmans. ISBN:0-8028-8047-9. {{استشهاد بكتاب}}: روابط خارجية في |عنوان= (مساعدة)
- Tyson، Joseph B. (1973). A Study of Early Christianity. New York: Macmillan.
- Wolfson، Henry Austryn (1970). The Philosophy of the Church Fathers: Faith, Trinity, Incarnation. Cambridge, MA: Harvard University Press.

## وصلات خارجية
- Early Christian Writings Irenaeus
- Fragments from his lost works
- A nineteenth-century translation of Irenaeus' work
  - Demonstration of the Apostolic Preaching
  - Book II, ch. 22, where Irenaeus argues his unconventional views about the age of Jesus and the length of his ministry.
- EarlyChurch.org.uk Extensive bibliography.
- Gregory S. Neal: "The Nature of Evil and the Irenaean Theodicy" Grace Incarnate (1988)
- Critique of Irenaeus, Elaine H. Pagels
- Critique of Pagel's article by Father Paul Mankowski
- Opera Omnia by Migne Patrologia Graeca with analytical indexes
- "St. Irenæus, Bishop of Lyons, Martyr", Butler's Lives of the Saints